# Dehesa de la Villa
Dehesa de la Villa är en park belägen i nordvästra delen av Madrid, (Spanien), mer bestämt i stadsdelen Ciudad Universitaria del distrito de Moncloa-Aravaca. Parkens huvudsakliga karaktär är att den har behållit sitt utseende av skog, och är till största delen utan trädgårdsplanteringar.
Sedan gammalt är den känd som Dehesa de Amaniel, för att hedra sin forna ägare, Lope de Amaniel, armborstskytt för Henrik II av Kastilien. Benämningen "de la Villa" kommer från "Villa y Corte" (”stad och hov”) som betecknade staden Madrid.

## Historia

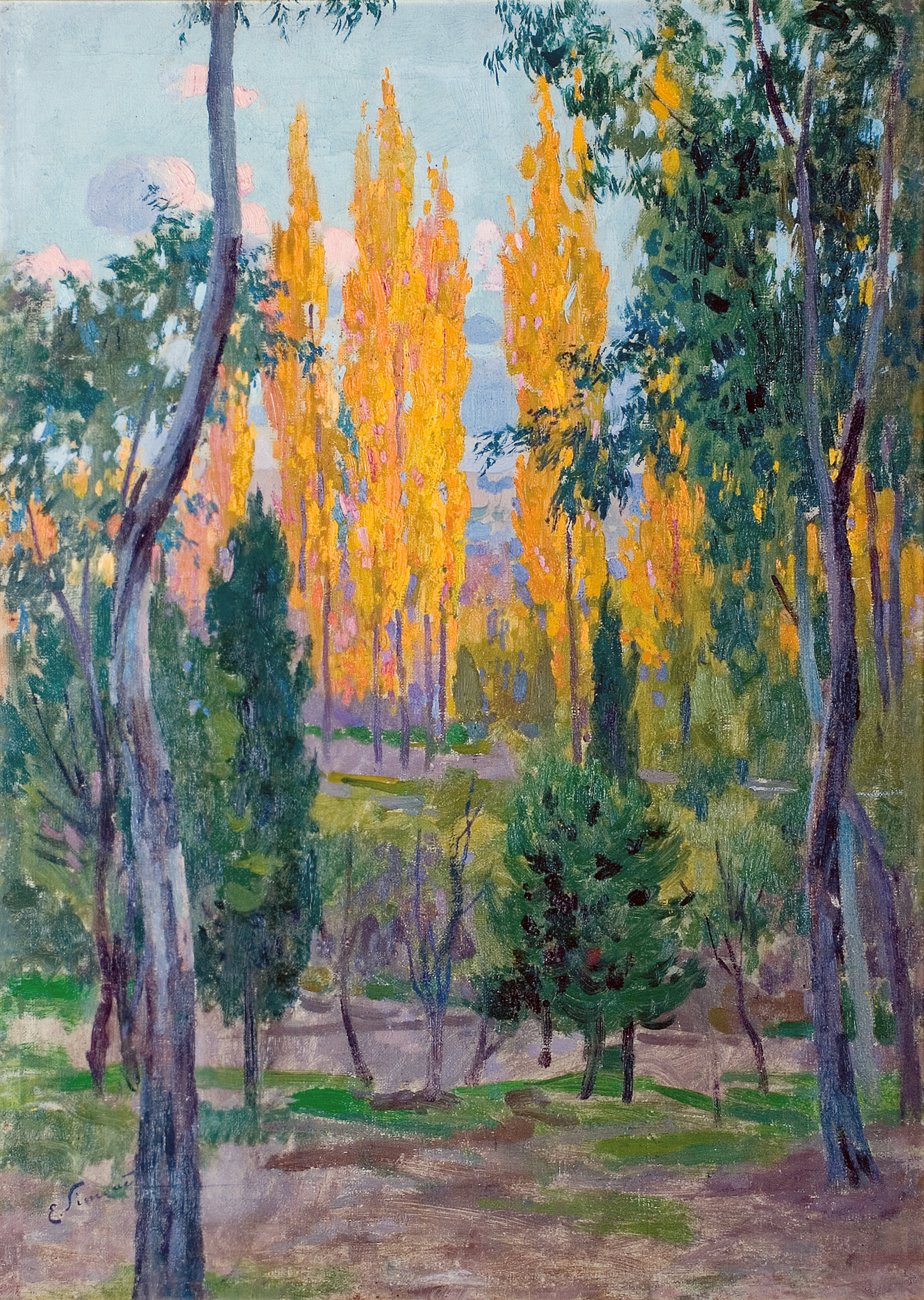
Höst i Dehesa de la Villa (1918) Enrique Simonet

1152 donerade kung Alfons VII av Kastilien marken där den nuvarande parken ligger till staden Madrid. Marken användes för betesdjur och den förlorade mycket av sina stenekar. Det är känt att 1457 upptog de så kallade Altos de Amaniel 2529 fanegas och försörjde staden med kött från 1485. Med tiden har Dehesa tappat i storlek, eftersom olika rådmän successivt har bebyggt markerna.
1530 avsatte man 1570 fanegas för plöjning och 1608 delade man in jorden och arrenderade ut en stor del av Dehesa för att betala för flytten av hovet till Valladolid och byggandet av Palacio Real i Madrid.  Ferdinand VI sålde 327 fanegas, vilket innebär att ytan totalt hade reducerats till knappt 698.  Karl III anlade Vereda de Carabineros, nuvarande gatan Francos Rodríguez, som var den väg som förband palatset  Buen Retiro med El Pardo.  Karl IV lade beslag på ytterligare 418 fanegas för att införliva dessa med Royal Sitio de la Florida.
Med Isabella II fick parken en storlek som är jämförbar med dagens. Under denna tid var la Dehesa de Amaniel (eller de la Villa) en plats för rekreation och användning av alla Madridbor. Den 11 maj 1860, marscherade den spanska  Afrikakåren in i Madrid och campade under två dagar i Dehesa, där de besöktes av tusentals Madridbor. Ett år senare såldes fastigheten för att ett psykiatriskt sjukhus skulle byggas på platsen, vilket dock aldrig kom till utförande. 1890 planterades 10.000 träd, vilket ökat besöksfrekvensen.
Från och med 1901 överlämnade staten nyttjanderätten till kommunen för allmän förströelse. 1929 byggdes  Universitetsstaden hörande till Complutenseuniversitet, som upptar 320 hektar. Under inbördeskriget omvandlades parken till en försvarslinje för staden och våldsamma strider utspelades på området. 
Efter kriget byggdes på området byggnader som Instituto Virgen de la Paloma, Centro de Investigaciones Energéticas, Medioambientales y Tecnológicas (CIEMAT), el Cuartel de la Policía Armada (”förläggning för den beväpnade polisen”) och Instituto Médico Fabiola de Mora y Aragón.

## Flora och fauna
Under hela sin historia har Dehesa de la Villa lidit av en minskning av de ursprungliga stenekarna, på grund av mänsklig användning. På Isabella II:s tid började man plantera pinjer, särskilt pinus pinea och pinus halepensis, som för närvarande är de vanligaste träden i parken. Förutom de ovannämnda ek, finns ett annat överlevande medelhavsträd,   korkeken. Det finns också  mandel, särskilt bittermandel och akacier, särskilt i närheten av gatan Francos Rodríguez.
I de fuktiga dalsänkorna finns poppel, ask, och alm, det senare mycket attackerade av almsjukan. I trädgårdsområdena finns flera  cypresser tillsammans med mimosa, ceder, lager, och  Pissardplommon. På vägkanterna växer guaträd.
Av buskar hittar vi cistus, ginst, rosmarin och björnbär, bland andra.
Dehesa de la Villa, har ett stort variation i fågellivet, man har iakttagit mer än 70 fågelarter, det gör parken till en juvel bland alla parker i Madrid. De mest förekommande fåglarna är:
Stannfåglar
- Gråsparv
- Bofink
- Gulhämpling
- Skata
- Talgoxe
- Klippduva
- Ringduva
- Svartstare
- Blåmes
- Koltrast
- Svarthätta
- Steglits
- Trädkrypare
- Svartmes
- Gröngöling